# ザールラント大学

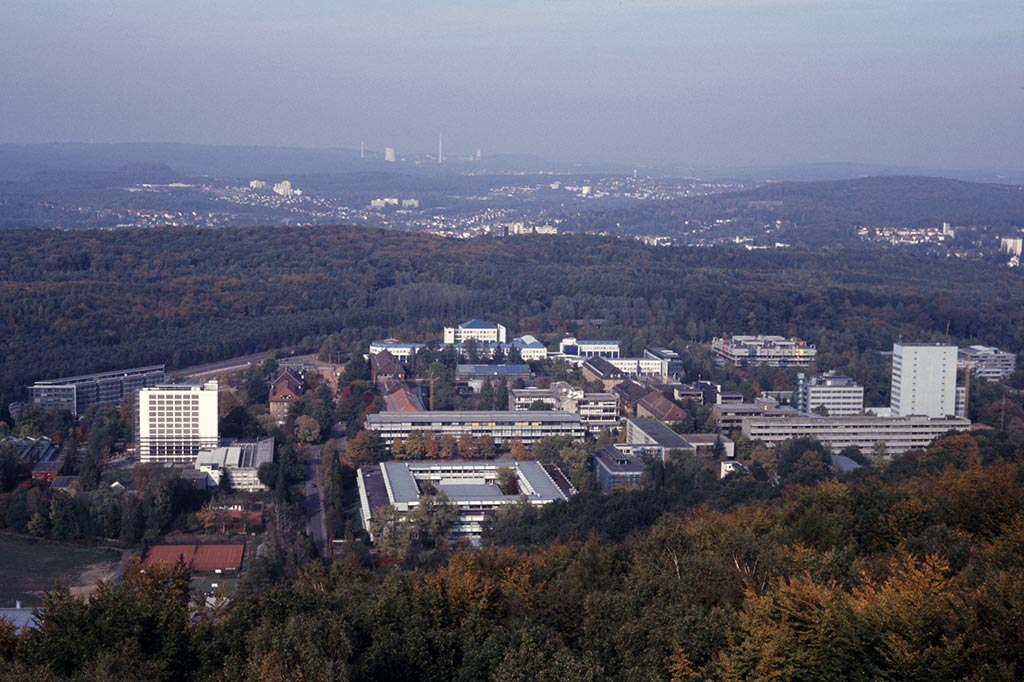
キャンパス

ザールラント大学（ザールラントだいがく、ドイツ語: Universität des Saarlandes, 英語: Saarland University）は、ザールラント州、ホンブルクとザールブリュッケンに所在するドイツの州立大学である。
国境に面しているフランスの都市であるナンシーと協力しホンブルクにて1948年に設立され、学問のすべての主要分野を8つの学部で構成されている。本大学は、特に計算科学、計算言語学や材料工学の研究とその教育で知られていて、それらの評価はドイツにおいて大学設立以来トップの地位を有している。このことにより2007年には、ドイツの卓越したコンピュータ科学センターとして認定されている。
ドイツ語とフランス語のバイリンガルのスタッフのおかげで、本大学は1950年にヨーロッパの大学として宣言された。
またその翌年の1951年に「王冠＆シンボル」と称され、欧州統合に焦点を当てた研究機関であるヨーロッパ・インスティチュート(Europa-Institut)が設立されたことによって国際的な知名度を持った。
また、ザールラント大学のヨーロッパ・インスティチュートは世界で2番目に古い歴史を持ち、またその研究や実績は世界で一番評価されている研究機関である。
本学が所在するザールラント州が「欧州統合のモデル」とされていることは、本学の校訓や、上述したヨーロッパ・インスティチュートに影響を受けているからである。
ザールラント大学から9人の学者が、ドイツの最高研究賞であるゴットフリート・ヴィルヘルム・ライプニッツ賞を受賞している。

## 組織
- 法学・経済学部
- 医学部 - ホンブルク
- 人文科学部Ⅰ- 歴史、文明
- 人文科学部Ⅱ- 言語、文学、文化
- 人文科学部Ⅲ- 社会科学、応用人文科学
- 自然科学・工学部Ⅰ- 数学、情報科学
- 自然科学・工学部Ⅱ- 物理、電気・電子工学
- 自然科学・工学部Ⅲ- 生物学、化学、薬学、物質物理学

## 教育
数多くの学位取得プログラムと最終資格(学士、修士、博士、国家試験)を提供している大学である。
現代の学際的な共同研究から開発された新しい学位取得プログラムは、今日の就職現状に求められる最終資格取得の需要増加を反映している。これは伝統的な学問では経営学や経済学、法学、医学を、新しい分野における学問ではバイオインフォマティクス・生命情報工学、メカトロニクス、ナノテクノロジー、コンピュータネットワーク、分子生物学、そして歴史文化学やフランス文化学といったカルチュラル・スタディーズにおいて展開されている。
共同学位が取得できるコースは、経営学、物理学、化学、材料科学の分野では「クロスボーダー独仏研究」というプログラムにて、教員養成の分野では、地理と歴史の教師のためにフランス語とドイツ語の二言語によるバイリンガルコースが存在する。
本大学の大きな特徴として、ドイツにいながらも大学側がバイリンガルコースといったようなフランス語による学位の取得が可能なことが挙げられる。
これは本大学がフランスとドイツが共同で設立した大学だからこそできることであるとされている。
本大学によって設置されたヨーロッパ・インスティテュートは主に欧州統合に焦点を当てる非常に数少ない社会経済研究センターの一つである。ヨーロッパ管理下におけるEU法やMBAへの意向が拡大し、より欧州を統合させるための機会に焦点を当てている。
また、ザールラント大学はコンピューターサイエンスのためのMPIや大学院に在籍する学生のために、当該学問に関する講座を実施する責任を有している。そのため英語による講座も開講されており、本大学はドイツでもコンピューターサイエンスの修士課程を英語で修了することのできる数少ない大学でもある。